# Seznam otokov po površini
Seznam otokov po površini razvršča svetovne otoke s površino več kot 10.000 km². Podatki so večinoma povzeti po imeniku otokov programa Združenih narodov za okolje (UNEP).
Po osnovni definiciji otoka, tj. kopno, z vseh strani obdano z vodo, so tudi vse celine otoki. Razlika je predvsem stvar tradicije, je pa najmanjša celina, Avstralija, s približno 7.600.000 km² zares mnogo večja od največjega otoka, Grenlandije. Kljub temu jo včasih imenujejo »otoška celina« ali »največji otok in najmanjša celina na Zemlji«. Antarktika je poseben primer zaradi svojega ledenega pokrova. Pod njim jo sestavlja mnogo manjših otokov, saj ponekod sega led pod morsko gladino, vendar če bi led izginil, bi se zaradi manjše teže nekaj kamnite podlage spet dvignilo nad gladino.

## Otoki prek 250.000 km²
| Mesto | Ime otoka     | Površina (km2) | Država ali države                  |
| ----- | ------------- | -------------- | ---------------------------------- |
| 1     | Grenlandija   | 2.130.800      | Grenlandija, del Danske kraljevine |
| 2     | Nova Gvineja  | 785.753        | Indonezija in Papua Nova Gvineja   |
| 3     | Borneo        | 748.168        | Brunej, Indonezija in Malezija     |
| 4     | Madagaskar    | 587.713        | Madagaskar                         |
| 5     | Baffinov otok | 507.451        | Kanada (Nunavut)                   |
| 6     | Sumatra       | 443.066        | Indonezija                         |

## Otoki med 25.000 in 250.000 km²
| Mesto | Ime otoka                       | Površina (km2) | Država ali države                                                                  |
| ----- | ------------------------------- | -------------- | ---------------------------------------------------------------------------------- |
| 7     | Honšu                           | 225.800        | Japonska                                                                           |
| 8     | Viktorijin otok                 | 217.291        | Kanada (Severozahodni teritoriji in Nunavut)                                       |
| 9     | Velika Britanija                | 209.331        | Združeno kraljestvo (Anglija, Škotska in Wales)                                    |
| 10    | Ellesmere                       | 196.236        | Kanada (Nunavut)                                                                   |
| 11    | Sulavezi                        | 180.681        | Indonezija                                                                         |
| 12    | Južni otok                      | 145.836        | Nova Zelandija                                                                     |
| 13    | Java                            | 138.794        | Indonezija                                                                         |
| 14    | Severni otok                    | 111.583        | Nova Zelandija                                                                     |
| 15    | Luzon                           | 109.965        | Filipini                                                                           |
| 16    | Nova Fundlandija                | 108.860        | Kanada (Nova Fundlandija in Labrador)                                              |
| 17    | Kuba (glavni otok)              | 105.806        | Kuba                                                                               |
| 18    | Islandija (glavni otok)         | 101.826        | Islandija                                                                          |
| 19    | Mindanao                        | 97.530         | Filipini                                                                           |
| 20    | Irska                           | 84.421         | Irska in Združeno kraljestvo (Severna Irska)                                       |
| 21    | Hokaido                         | 78.719         | Japonska                                                                           |
| 22    | Hispaniola                      | 73.929         | Dominikanska republika in Haiti                                                    |
| 23    | Sahalin                         | 72.493         | Rusija (Sahalinska oblast)                                                         |
| 24    | Banksov otok                    | 70.028         | Kanada (Severozahodni teritoriji)                                                  |
| 25    | Šri Lanka (glavni otok)         | 65.268         | Šrilanka                                                                           |
| 26    | Tasmanija (glavni otok)         | 65.022         | Avstralija                                                                         |
| 27    | Devon                           | 55.247         | Kanada (Nunavut) (največji nenaseljen otok na svetu)                               |
| 28    | Aleksandrov otok                | 49.070         | nobena (teritorialne zahteve imajo Argentina (delno), Čile in Združeno kraljestvo) |
| 29    | Isla Grande de Tierra del Fuego | 47.401         | Argentina in Čile                                                                  |
| 30    | Severni otok (Nova dežela)      | 47.079         | Rusija (Arhangelska oblast)                                                        |
| 31    | Berkner                         | 43.873         | nobena (teritorialne zahteve imajo Argentina, Čile (delno) in Združeno kraljestvo) |
| 32    | Otok Axla Heiberga              | 43.178         | Kanada (Nunavut)                                                                   |
| 33    | Melvillov otok                  | 42.149         | Kanada (Severozahodni teritoriji in Nunavut)                                       |
| 34    | Southamptonov otok              | 41.214         | Kanada (Nunavut)                                                                   |
| 35    | Marajó                          | 40.100         | Brazilija (Pará)                                                                   |
| 36    | Spitsbergi (glavni otok)        | 37.814         | Norveška (Svalbard)                                                                |
| 37    | Kjušu                           | 37.437         | Japonska                                                                           |
| 38    | Tajvan                          | 36.008         | Republika Kitajska (Tajvan)                                                        |
| 39    | Nova Britanija                  | 35.145         | Papua Nova Gvineja                                                                 |
| 40    | Otok waleškega princa           | 33.339         | Kanada (Nunavut)                                                                   |
| 41    | Južni otok (Nova dežela)        | 33.246         | Rusija (Arhangelska oblast)                                                        |
| 42    | Hainan                          | 33.210         | Ljudska republika Kitajska                                                         |
| 43    | Vancouvrov otok                 | 31.285         | Kanada (Britanska Kolumbija)                                                       |
| 44    | Timor                           | 28.418         | Vzhodni Timor in Indonezija                                                        |
| 45    | Sicilija                        | 25.662         | Italija                                                                            |

## Otoki med 10.000 in 25.000 km²
| Mesto | Ime otoka                 | Površina (km2) | Država ali države                               |
| ----- | ------------------------- | -------------- | ----------------------------------------------- |
| 46    | Somersetski otok          | 24.786         | Kanada (Nunavut)                                |
| 47    | Sardinija                 | 24.090         | Italija                                         |
| 48    | Kotelni                   | 23.165         | Rusija (Jakutija)                               |
| 49    | Bananal                   | 20.000         | Brazilija (največji rečni otok na svetu)        |
| 50    | Šikoku                    | 18.545         | Japonska                                        |
| 51    | Halmahera                 | 18.040         | Indonezija                                      |
| 52    | Seram                     | 17.454         | Indonezija                                      |
| 53    | Grande Terre              | 16.350         | Francija (Nova Kaledonija)                      |
| 54    | Bathurstov otok           | 16.042         | Kanada (Nunavut)                                |
| 55    | Otok princa Patricka      | 15.848         | Kanada (Severozahodni teritoriji)               |
| 56    | Thurston                  | 15.700         | nobena (del Antarktike brez ozemeljskih zahtev) |
| 57    | Nordaustlandet            | 14.467         | Norveška (Svalbard)                             |
| 58    | Sumbawa                   | 14.386         | Indonezija                                      |
| 59    | Otok oktobrske revolucije | 14.204         | Rusija (Krasnojarski okraj)                     |
| 60    | Flores                    | 14.154         | Indonezija                                      |
| 61    | Otok kralja Viljema       | 13.111         | Kanada (Nunavut)                                |
| 62    | Negros                    | 13.074         | Filipini                                        |
| 63    | Samar                     | 12.849         | Filipini                                        |
| 64    | Palawan                   | 12.189         | Filipini                                        |
| 65    | Panay                     | 12.011         | Filipini                                        |
| 66    | Tupinambarana             | 11.850         | Brazilija                                       |
| 67    | Yos Sudarso               | 11.742         | Indonezija                                      |
| 68    | Bangka                    | 11.413         | Indonezija                                      |
| 69    | Otok Ellefa Ringnesa      | 11.295         | Kanada (Nunavut)                                |
| 70    | Boljševik                 | 11.206         | Rusija (Krasnojarski okraj)                     |
| 71    | Jamajka                   | 11.190         | Jamajka                                         |
| 72    | Bylotov otok              | 11.067         | Kanada (Nunavut)                                |
| 73    | Sumba                     | 10.711         | Indonezija                                      |
| 74    | Mindoro                   | 10.572         | Filipini                                        |
| 75    | Viti Levu                 | 10.531         | Fidži                                           |
| 76    | Hawai'i (veliki otok)     | 10.434         | ZDA (Havaji)                                    |
| 77    | Cape Breton               | 10.311         | Kanada (Nova Škotska)                           |